# Papilio torquatus
Papilio torquatus, bướm đuôi phượng torquatus, là một loài họ Bướm phượng trong phân họ Papilioninae. Nó được tìm thấy từ miền bắc Argentina đến Mexico.
Sải cánh dài 75–80 mm. Những con trưởng thành trong rất giống Papilio garleppi.
Ấu trùng ăn lá của các loài chi Cam chanh. Ấu trùng trưởng thành có nhiều đốm màu nâu, vàng lục và trắng. Nó nhìn giống như phân chim.

## Phân loài
- P. t. torquatus (Venezuela, Guianas đến Brazil (Amazonas), Ecuador, Peru, Bolivia)
- P. t. mazai Beutelspacher, 1977 (Mexico, El Salvador)
- P. t. tolmides Godman & Salvin, 1890 (Panama, Costa Rica)
- P. t. tolus Godman & Salvin, 1890 (Mexico, Guatemala)
- P. t. leptalea Rothschild & Jordan, 1906 (tây Ecuador)
- P. t. polybius Swainson, 1823 (Brazil (Minas Gerais, Rio de Janeiro, Mato Grosso), Paraguay, Argentina)
- P. t. jeani (Brown & Lamas, 1994) (Colombia, tây Venezuela)

## Hình ảnh

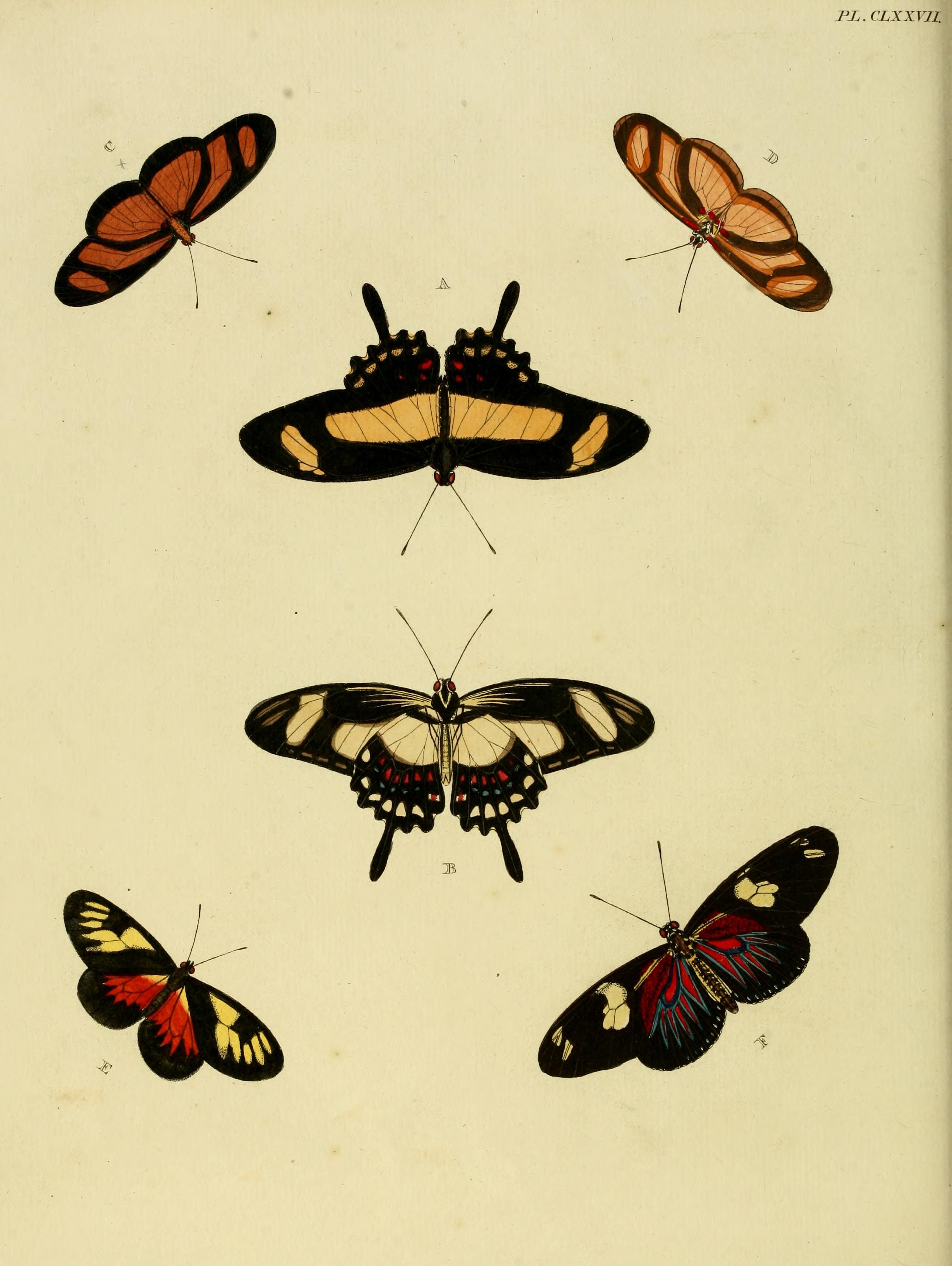
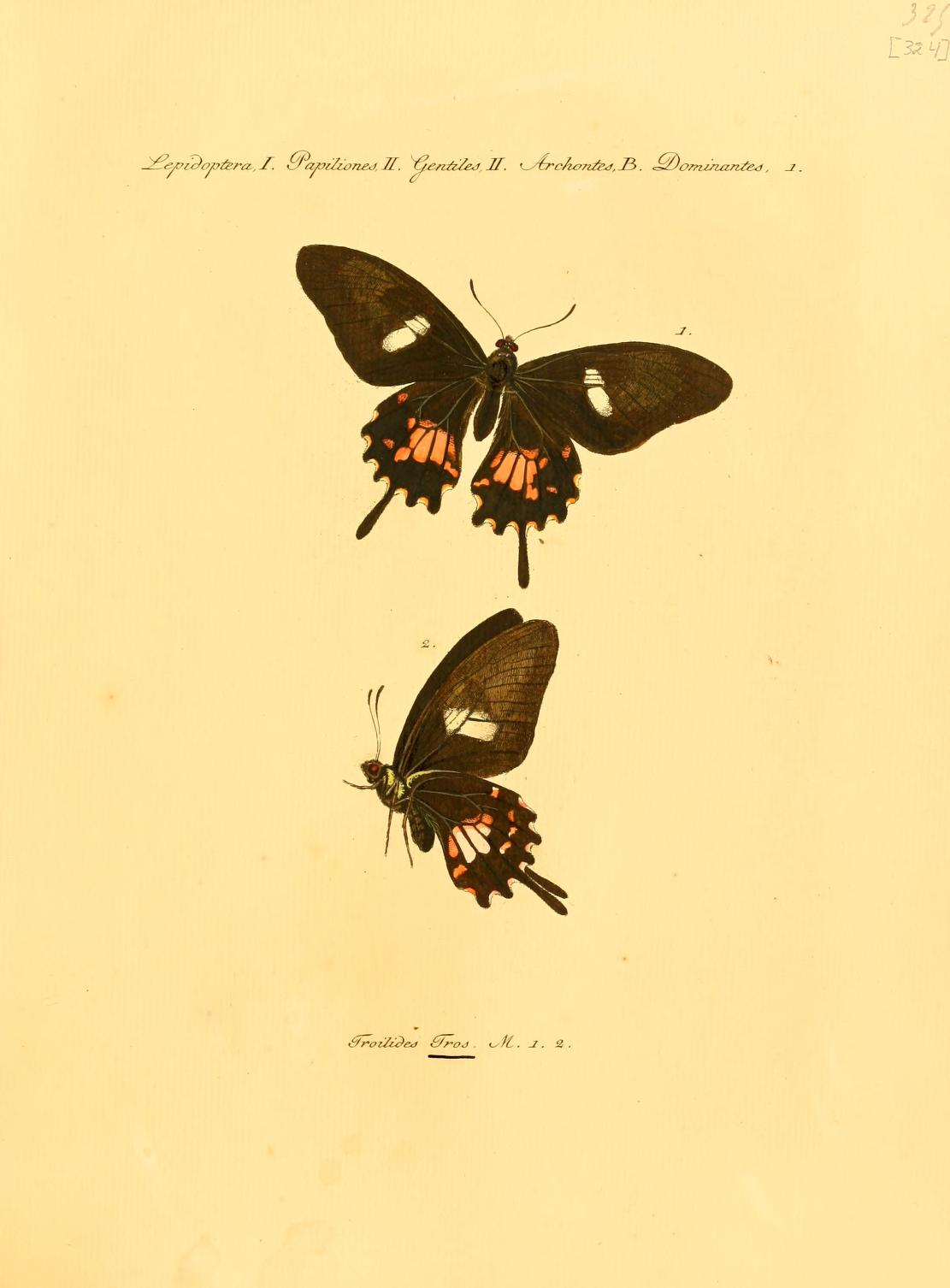
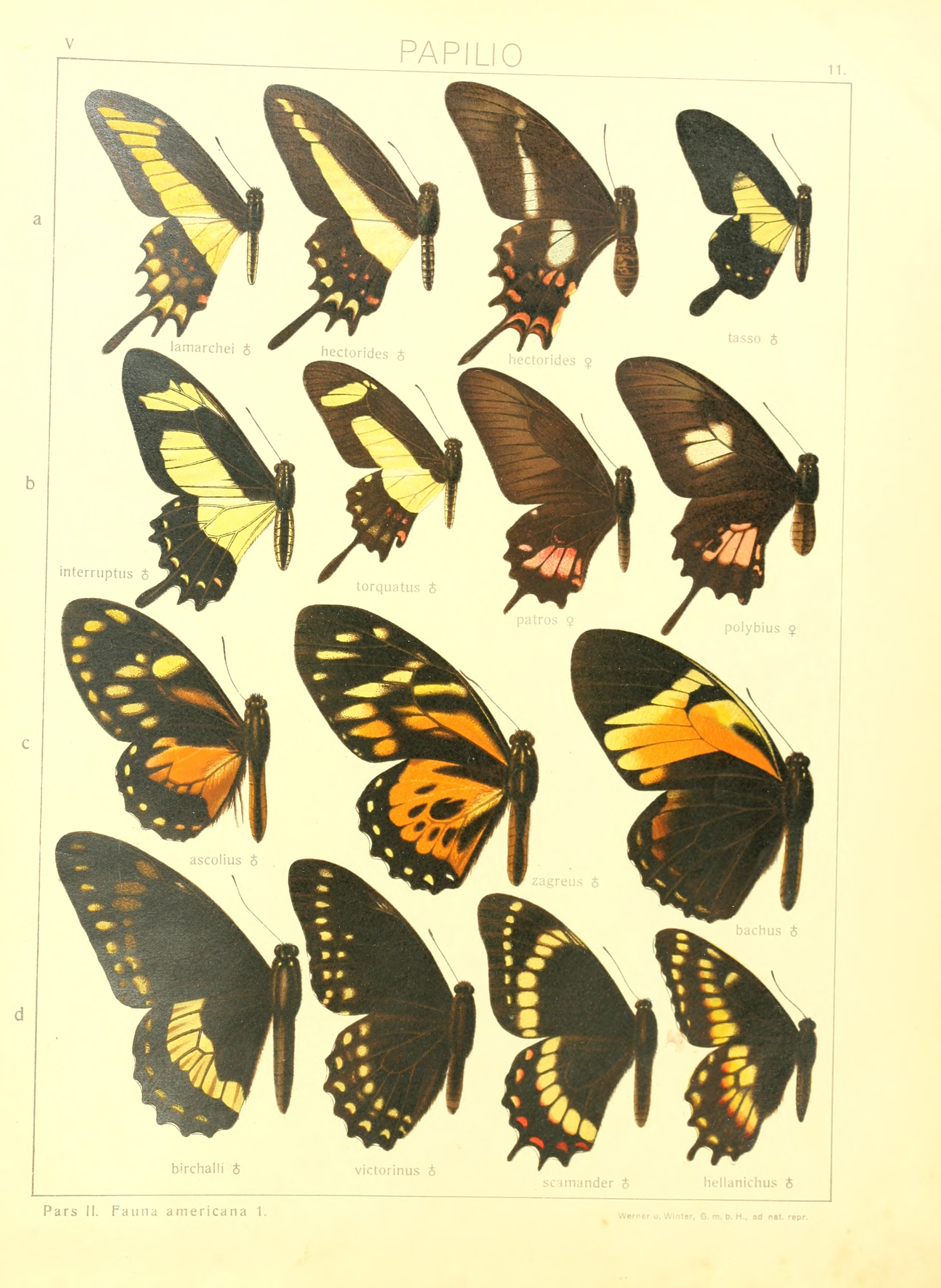
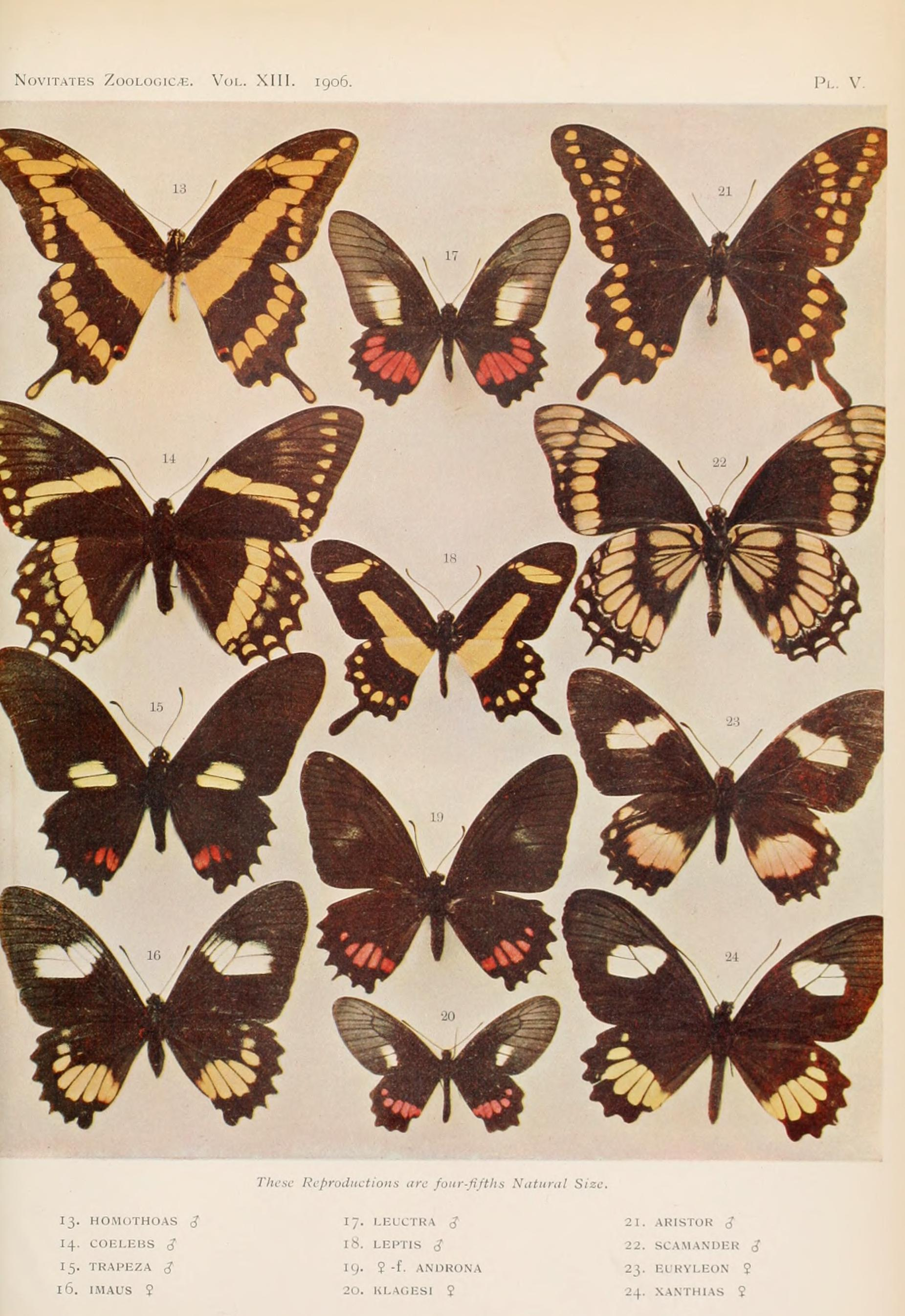